# 66 Aquarii
66 Aquarii, som är stjärnans Flamsteed-beteckning, är en ensam stjärna belägen i den södra delen av stjärnbilden Vattumannen. Den har också Bayer-beteckningen g1 Aquarii. Den har en skenbar magnitud på 4,67 och är svagt synlig för blotta ögat där ljusföroreningar ej förekommer. Baserat på parallaxmätning inom Hipparcosuppdraget på ca 7,5 mas, beräknas den befinna sig på ett avstånd på ca 430 ljusår (ca 130 parsek) från solen. Den rör sig bort från solen med en heliocentrisk radialhastighet på ca 22 km/s.

## Egenskaper
66 Aquarii är en orange till röd jättestjärna av spektralklass K3 III. Den har en radie som är ca 37 gånger större än solens och utsänder från dess fotosfär ca 434 gånger mera energi än solen vid en effektiv temperatur av ca 4 200 K.
66 Aquarii är en misstänkt variabel stjärna som varierar i skenbar magnitud mellan 4,66 och 4,71.